# Josh Hayes (giocatore di football americano)
Josh Hayes (Lakeland, 24 aprile 1999) è un giocatore di football americano samoano americano che milita nel ruolo di cornerback per i Tampa Bay Buccaneers della National Football League (NFL).

## Carriera

### Tampa Bay Buccaneers
Al college Hayes giocò a football alla North Dakota State University (2017-2020), a Virginia (2021) e a Kansas State. Fu scelto nel corso del sesto giro (181º assoluto) del Draft NFL 2023 dai Tampa Bay Buccaneers. Debuttò come professionista subentrando nella gara del primo turno contro i Minnesota Vikings mettendo a segno un tackle. La sua prima stagione si chiuse con 17 placcaggi in 15 presenze, nessuna delle quali come titolare.